# Партизанское движение в Отечественной войне 1812 года
Партиза́нское движе́ние в Оте́чественной войне́ 1812 го́да — вооруженный конфликт между многонациональной армией Наполеона и русскими партизанами на территории России в 1812 году. Силы партизан состояли из отрядов русской армии, действовавших в тылу войск Наполеона; бежавших из плена русских солдат; добровольцев из числа местного населения.
Партизанская война являлась одной из трёх главных форм войны русского народа против нашествия Наполеона наряду с пассивным сопротивлением (уничтожение продовольствия и фуража, поджоги собственных домов, уход в леса) и массовым участием в ополчениях.
По современным представлениям, необходимо чётко различать в составе партизанской войны 1812 года два разных явления:
- Так называемые летучие отряды, сформированные из армейской кавалерии и казаков по приказу Кутузова, возглавлявшиеся офицерами регулярной армии и действовавшие на коммуникациях противника, а также в качестве разведки армии;
- Крестьянские отряды самообороны, возникавшие стихийно из местных жителей (не только, но преимущественно крестьян) и занимавшиеся обороной своих населённых пунктов от мелких отрядов неприятеля.

## Отряды регулярной армии и казаков

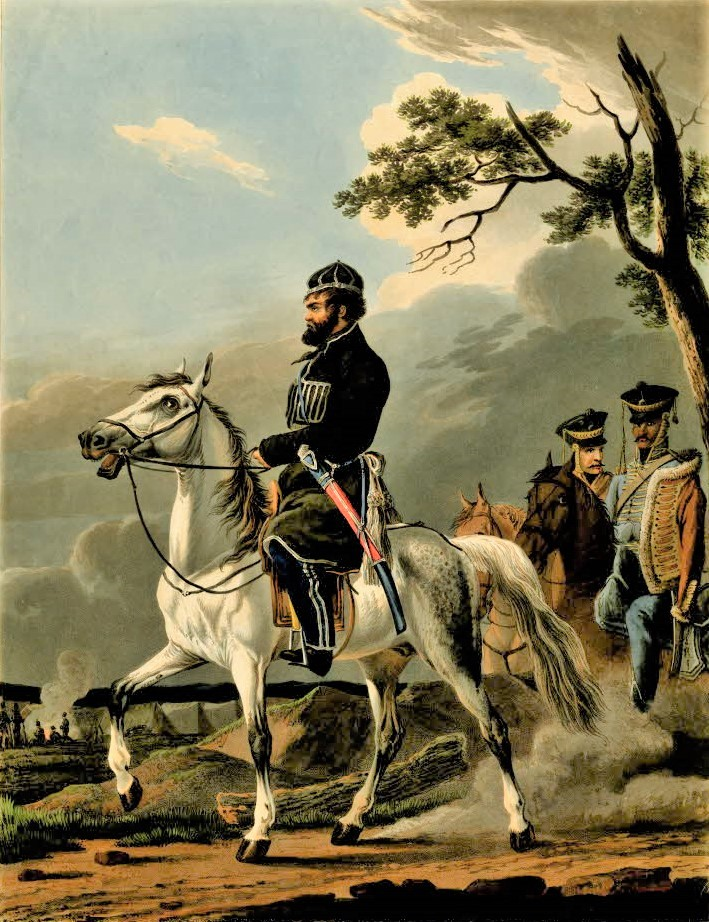
Д. Давыдов в казакине и ермолке

С июня по август 1812 года армия Наполеона, преследуя отступающие русские армии, прошла около 1200 километров от Немана до Москвы. Как следствие, её коммуникационные линии оказались сильно растянуты. Учитывая этот факт, руководство русской армии приняло решение создать мобильные отряды для действий в тылу и на коммуникационных линиях противника, с целью препятствовать его снабжению и уничтожать небольшие его отряды.
Первые партизанские отряды были созданы ещё до Бородинского сражения. 23 июля, после соединения с Багратионом под Смоленском, Барклай-де-Толли сформировал летучий партизанский отряд из Казанского драгунского, трёх донских казачьих и Ставропольского калмыцкого полков под общим начальством Ф. Винцингероде. Винцингероде должен был действовать против левого фланга французов и обеспечивать связь с корпусом Витгенштейна. Летучий отряд Винцингероде показал себя и важным источником информации. В ночь с 26 на 27 июля Барклай получил от Винцингероде известие из Велижа о планах Наполеона наступать из Поречья к Смоленску, чтобы перерезать пути отхода русской армии. После Бородинского сражения отряд Винцингероде был усилен тремя казачьими полками и двумя батальонами егерей. В бою под Звенигородом летучий отряд задержал наступление крупных сил французов, а затем продолжал действовать против флангов неприятеля, разбившись на более мелкие отряды.
Самым известным партизанским командиром в русской армии был Денис Давыдов, поэт и автор «Военных записок». За пять дней до Бородина он представил князю Багратиону план, заключавшийся в том, чтобы, пользуясь растянутыми коммуникациями Наполеона, действовать в его тылу, делать внезапные налёты на склады, на курьеров, на обозы с продовольствием.
Кутузов разрешил дать Давыдову 50 гусар и 80 казаков. С этими силами Давыдов отправился в тыл наполеоновской армии. В начале сентября с этой партией Давыдов напал на французский транспорт в 30 повозок с прикрытием в 225 человек, следовавший в Царёво-Займище. Весь транспорт был взят, прикрытие истреблено, за исключением 100 человек, взятых в плен. Скоро был захвачен и другой обоз. Впоследствии отряд Давыдова значительно усилился — к нему присоединились освобождённые из плена русские солдаты и крестьяне. Во всех делах Давыдова особенно отличался лихой донец, искусный наездник и разведчик — урядник Крючков.
Действия в тылу противника без поддержки местного населения были немыслимы. Однако вначале Давыдов с трудом находил общий язык с крестьянами. К каждому селению подъезжали с осторожностью, так как вооружённые крестьяне, охранявшие свои деревни, завидев армейские мундиры, нападали на партизан. Партизанам Давыдова приходилось сначала доказывать, что они — русские солдаты.

Сколько раз я спрашивал жителей по заключении между нами мира: «Отчего вы полагали нас французами?» Каждый раз отвечали они мне: «Да вишь, родимый (показывая на гусарский мой ментик), это, бают, на их одёжу схожо». — «Да разве я не русским языком говорю?» — «Да ведь у них всякого сбора люди!» Тогда я на опыте узнал, что в Народной войне должно не только говорить языком черни, но приноравливаться к ней и в обычаях и в одежде. Я надел мужичий кафтан, стал отпускать бороду, вместо ордена св. Анны повесил образ св. Николая и заговорил с ними языком народным.— Д. Давыдов. Дневник партизанских действий
Постепенно отношения с населением наладились, и Давыдов стал вести очень успешные боевые действия. В конце сентября его отряд был усилен прибывшим с Дона полком войскового старшины Попова. С партией в 200—300 человек Давыдов наводил панику и, обращая в бегство отряды в пять раз большие, забирал обоз, отбивал русских пленных, иногда захватывал орудия.
После отступления из Москвы Кутузов направил во все стороны партизан с приказом, переносясь с одного места на другое, нападать внезапно и, действуя то совокупно, то порознь, наносить всевозможный вред неприятелю. Отряды эти редко превышали 500 человек и были большей частью составлены из казачьих войск, с небольшим числом регулярной конницы. К востоку от армии действовали полковники князь Кудашев и Ефремов; к западу, между Можайском, Москвой и Тарутином, — полковник князь Вадбольский, капитан Сеславин и поручик фон Визин; к северу от Москвы действовал отряд Винцингероде, усиленный частью Тверского ополчения; он высылал от себя отряды флигель-адъютанта Бенкендорфа и полковников Чернозубова и Пренделя — вправо, к Волоколамску, Звенигороду, Рузе, Гжатску, Сычёвке и Зубцову, а влево — к Дмитрову. Капитан Фигнер действовал в ближайших окрестностях Москвы и часто, переодевшись во французский мундир, бывал на неприятельских биваках и даже проникал в сам город для получения сведений о противнике. Чтобы создать опорный пункт для партизан, действовавших на Смоленской дороге, выслан был отряд генерал-майора Дорохова, который 27 сентября внезапным нападением взял Верею с находившимся в ней французским гарнизоном.
В отдельных эпизодах войны несколько партизанских отрядов, соединив свои силы, были способны справиться с крупными воинскими соединениями врага. Так, в ходе боя под Ляхово соединённые силы четырёх партизанских отрядов под командованием Д. Давыдова, А. Сеславина, А. Фигнера и В. Орлова-Денисова разгромили бригаду генерала Ж.-П. Ожеро численностью более 1 500 человек.
Основной силой летучих партизанских отрядов были казачьи полки и сотни. Например, в состав отряда В. Орлова-Денисова при Ляхове входили 6 казачьих полков, Нежинский драгунский полк и 4 орудия донской конной артиллерии. Выше уже было сказано о составе отрядов Д. Давыдова и Ф. Винцингероде. Казаки составляли основную часть отрядов и других партизанских командиров — Сеславина, Фигнера, Дорохова, фон Визина, Ефремова, Кудашева, Вадбольского, Чернозубова, Иловайского, Победного и других.
Крестьяне гораздо легче и проще сходились и сносились с партизанами и их начальниками, чем с регулярными частями армии. Особенно важна была для партизан помощь крестьянства в самом начале партизанщины. Крестьяне Бронницкого уезда Московской губернии, крестьяне села Николы-Погорелого близ Вязьмы, бежецкие, дорогобужские, серпуховские крестьяне принесли весьма существенную пользу партизанским отрядам. Они выслеживали отдельные неприятельские партии и отряды, истребляли французских фуражиров и мародёров, с полной готовностью доставляли в партизанские отряды продовольствие людям и корм лошадям. Без этой помощи партизаны не могли бы и вполовину добиться тех результатов, которых они на самом деле добились.

## Крестьянские партизанские отряды

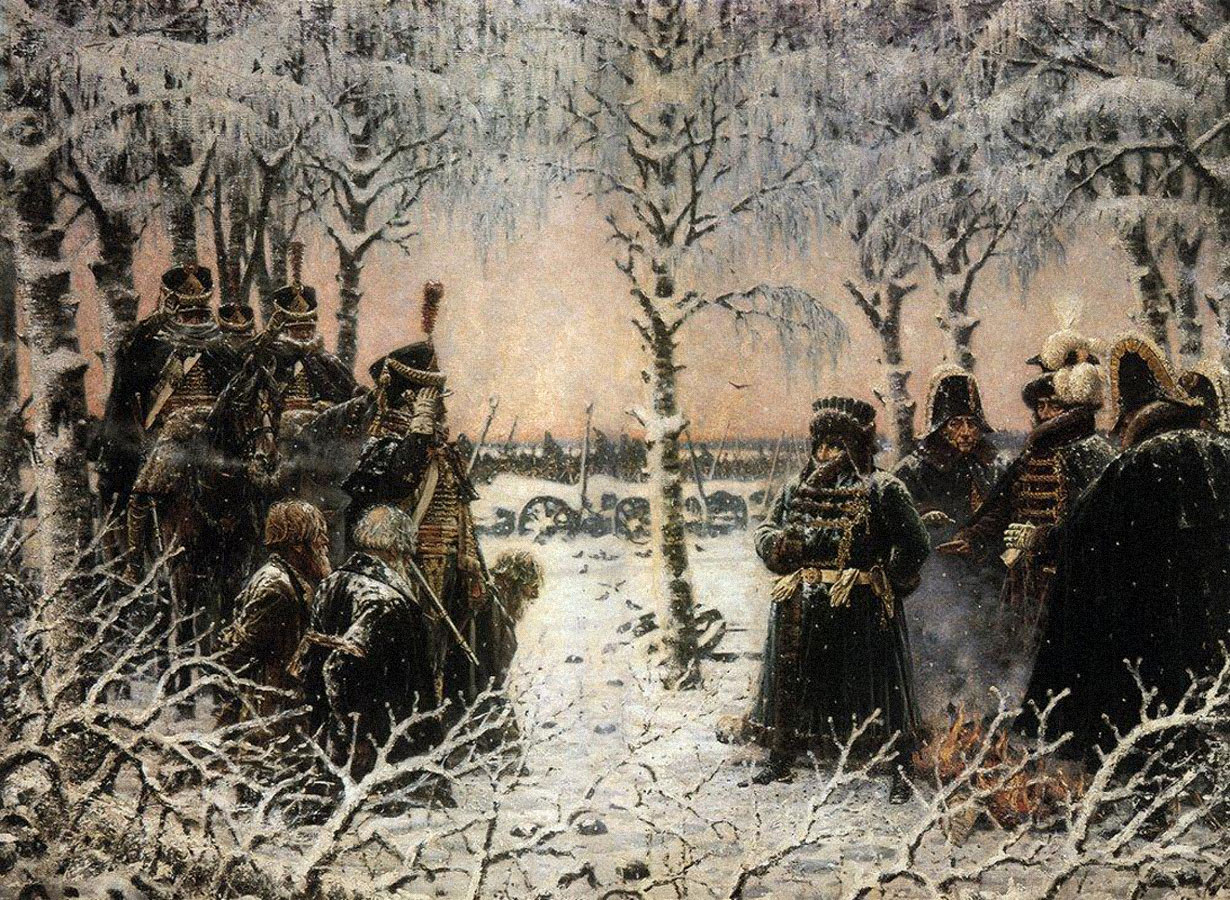
С оружием в руках — расстрелять (Верещагин)

Необходимо учитывать, что, как показывает А. И. Попов в своей статье, в советской историографии масштабы и характер действий крестьянских партизанских отрядов в 1812 году были необоснованно преувеличены и приукрашены, что привело к складыванию целого ряда мифов о крестьянском партизанском движении 1812 года.
Партизанское движение достигло успехов только благодаря деятельной помощи со стороны русского крестьянства. Крестьяне отказывались вступать в какие-либо торговые сделки с неприятелем, отказывались поставлять продовольствие и фураж, бывало, сжигали собственные дома, если туда забирались фуражировщики. Когда фуражировки сопровождались большим конвоем, крестьяне сжигали свои запасы (выгорали целые деревни) и убегали в леса. Несмотря на хороший урожай, большинство полей в Литве, Белоруссии и на Смоленщине оставались неубранными. 4 октября начальник полиции Березинской подпрефектуры Домбровский писал: «Мне приказывают все доставлять, а взять неоткуда… На полях много хлеба, не убранного из-за неповиновения крестьян».
По мере продвижения французской армии вглубь России, по мере роста насилия со стороны наполеоновской армии, после пожаров в Смоленске и Москве, после снижения дисциплины в армии Наполеона и превращения значительной её части в банду мародёров и грабителей, население России стало переходить от пассивного к активному сопротивлению неприятелю. Бежавшие из плена русские солдаты, добровольцы из числа местного населения брали на себя инициативу по организации самообороны, формированию партизанских отрядов.
31 августа 1812 года русский арьергард стал отходить с боем из Царёва-Займища, куда уже входили французы. Под солдатом Киевского драгунского полка Ермолаем Четвертаковым была ранена лошадь, и всадник попал в плен. В Гжатске Четвертакову удалось бежать от конвоя, и он явился в деревню Басманы, лежавшую далеко к югу от столбовой Смоленской дороги, по которой шла французская армия. Здесь у Четвертакова возникает план той самой партизанской войны, который в те дни возник и у Давыдова: Четвертаков пожелал собрать из крестьян партизанский отряд. Четвертаков организовал обучение крестьян стрельбе из ружей, снятых с убитых французских кирасиров. Вокруг деревни Басманы, ставшей «главной квартирой» его отряда, были расставлены караульные разъезды и пикеты. Крестьяне были вооружены трофейным и самодельным оружием. Отряд Четвертакова вступал в многочисленные сражения с отдельными французскими частями. Так, в сражении у деревни Скугаревой «партизаны отбили у французов 10 фур с фуражом, 30 голов рогатого скота и 20 овец». Впоследствии для нападения на значительный отряд французской пехоты, шедший с двумя орудиями, ему удалось собрать до четырёх тысяч крестьян из окрестных деревень. Отряд Четвертакова вёл успешные бои у селений Семёновка, Драчево, Михайловка, Цветково, Антоновка и других. Жители Гжатского уезда были благодарны Четвертакову, которого считали своим спасителем. Ему удалось «на пространстве 35 верст от Гжатской пристани» защитить все окрестные деревни, «между тем как кругом все окрестные деревни лежали все в развалинах».
Семён Шубин, дворянин Духовщинского уезда Смоленской губернии вместе с отрядом Казанского драгунского полка защищал своё имение и соседние села от французских мародёров. После взятия в плен неприятелем был расстрелян 24 октября (6 ноября) 1812 года в Смоленске за Свирской заставой.
К сожалению, лишь немногие имена героев крестьянской войны против наполеоновского нашествия сохранились в памяти народа.

… Уже и в первую половину войны, когда и главный пионер партизанского движения Денис Давыдов не выступал ещё со своим предложением, крестьянская масса уже начинала партизанскую борьбу. Степан Ерёменко, рядовой Московского пехотного полка, раненый и оставленный в Смоленске, бежал из плена и организовал из крестьян партизанский отряд в 300 человек. Самусь собрал вокруг себя около 2 тысяч крестьян и совершал смелые нападения на французов. Крестьянин Ермолай Васильев собрал и вооружил отнятыми у французов ружьями и саблями отряд в 600 человек. Никто не позаботился систематически, внимательно сохранить для истории память об этих народных героях, а сами они не гнались за славой. Крестьянка деревни Соколово Смоленской губернии Прасковья, оборонявшаяся одна от шести французов, убившая вилами трёх из них (в том числе полковника), изранившая и обратившая в бегство трёх остальных, так и осталась для потомства Прасковьей, без фамилии.— Е. В. Тарле. Нашествие Наполеона на Россию
За свои заслуги отдельные крестьяне получали награды в виде георгиевских и других крестов, но всё крестьянство в своём целом осталось невознаграждённым. Наиболее соответствующей в тот момент наградой за самопожертвование для крестьян было бы, конечно, освобождение от крепостной зависимости. Но освобождения не последовало. Последовало разоружение народа. Именно, когда война кончилась, было сделано распоряжение, которым крестьяне приглашались добровольно выдать оружие, а власти отбирать оное. Этим распоряжением крестьянам как бы предлагалось вернуться в своё прежнее состояние и забыть, что они пять месяцев считались за граждан.

## Командиры и офицеры летучих отрядов

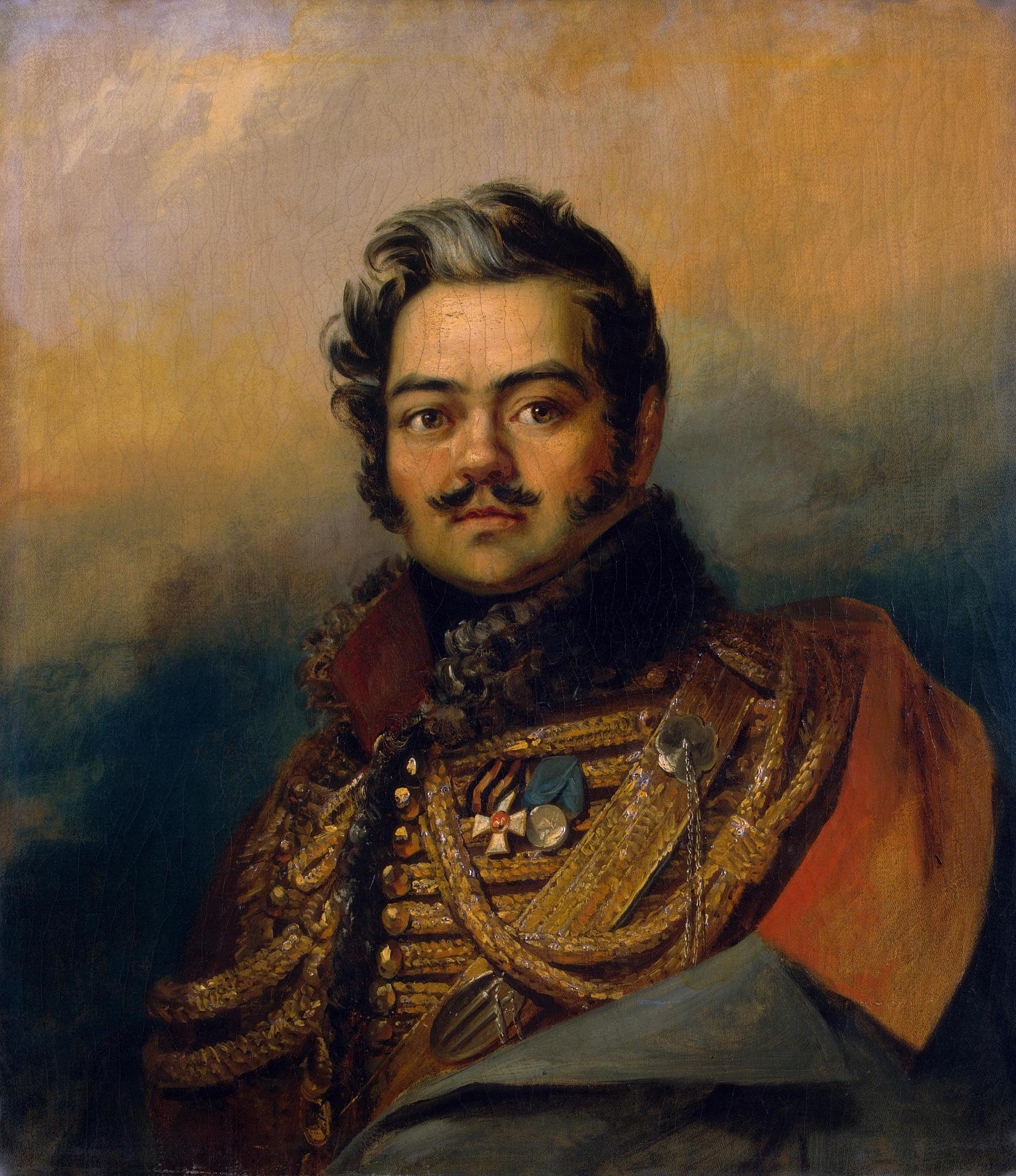
Д. Давыдов
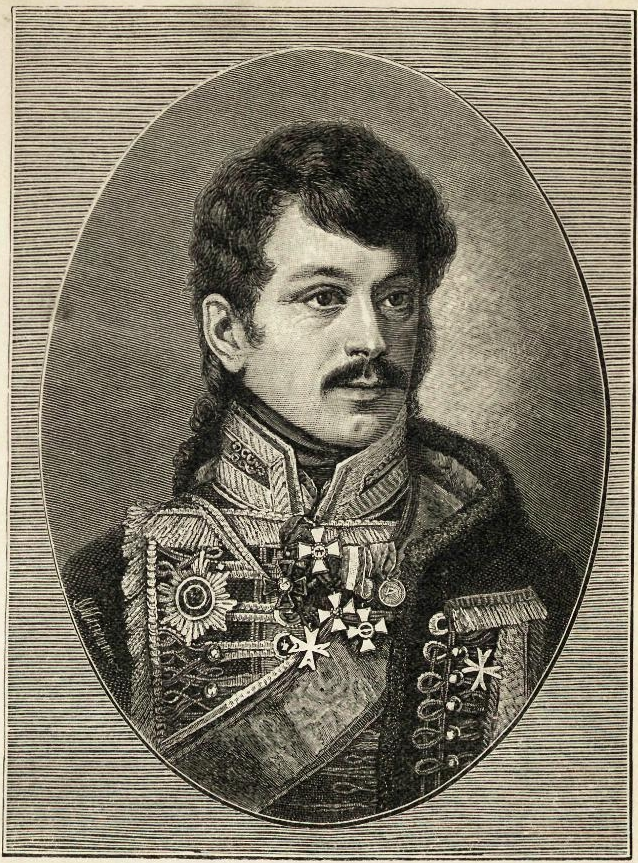
А. Сеславин
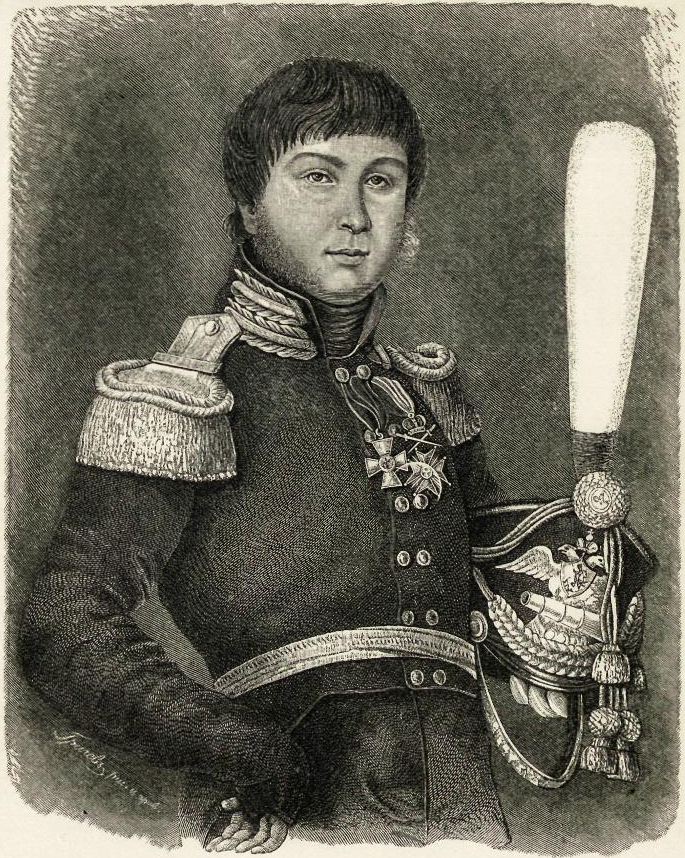
А. Фигнер
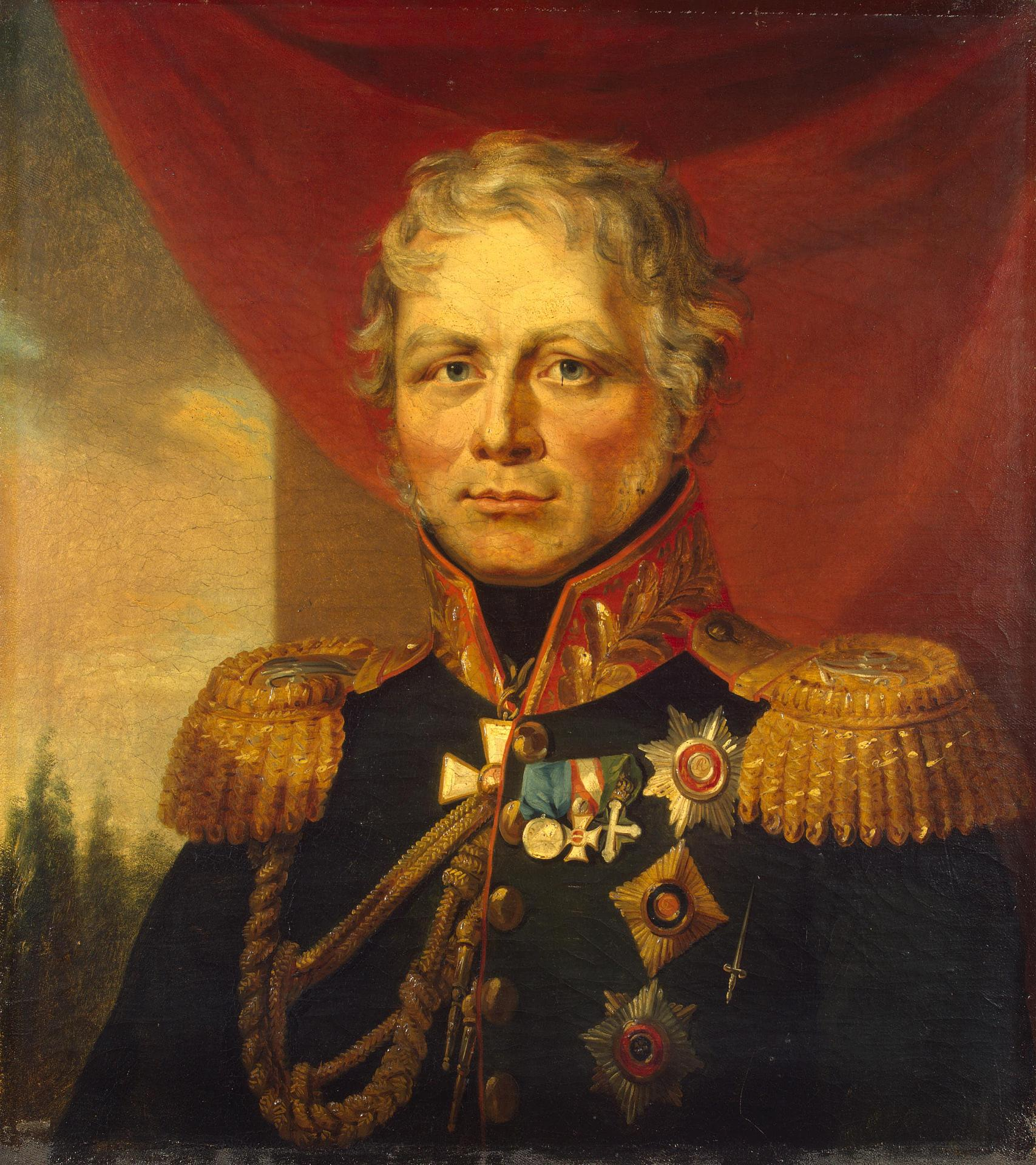
Ф. Винцингероде
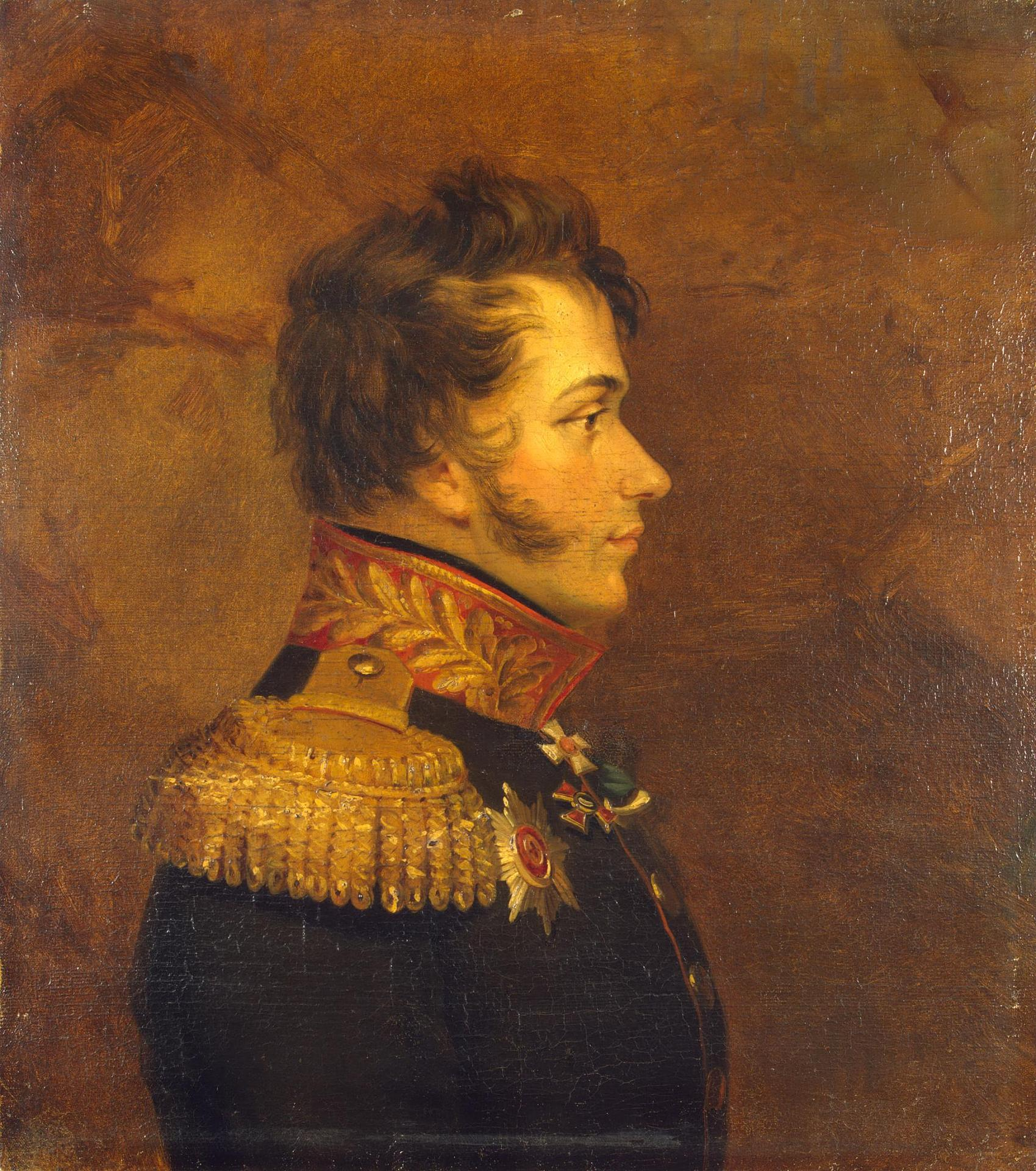
Н. Кудашев
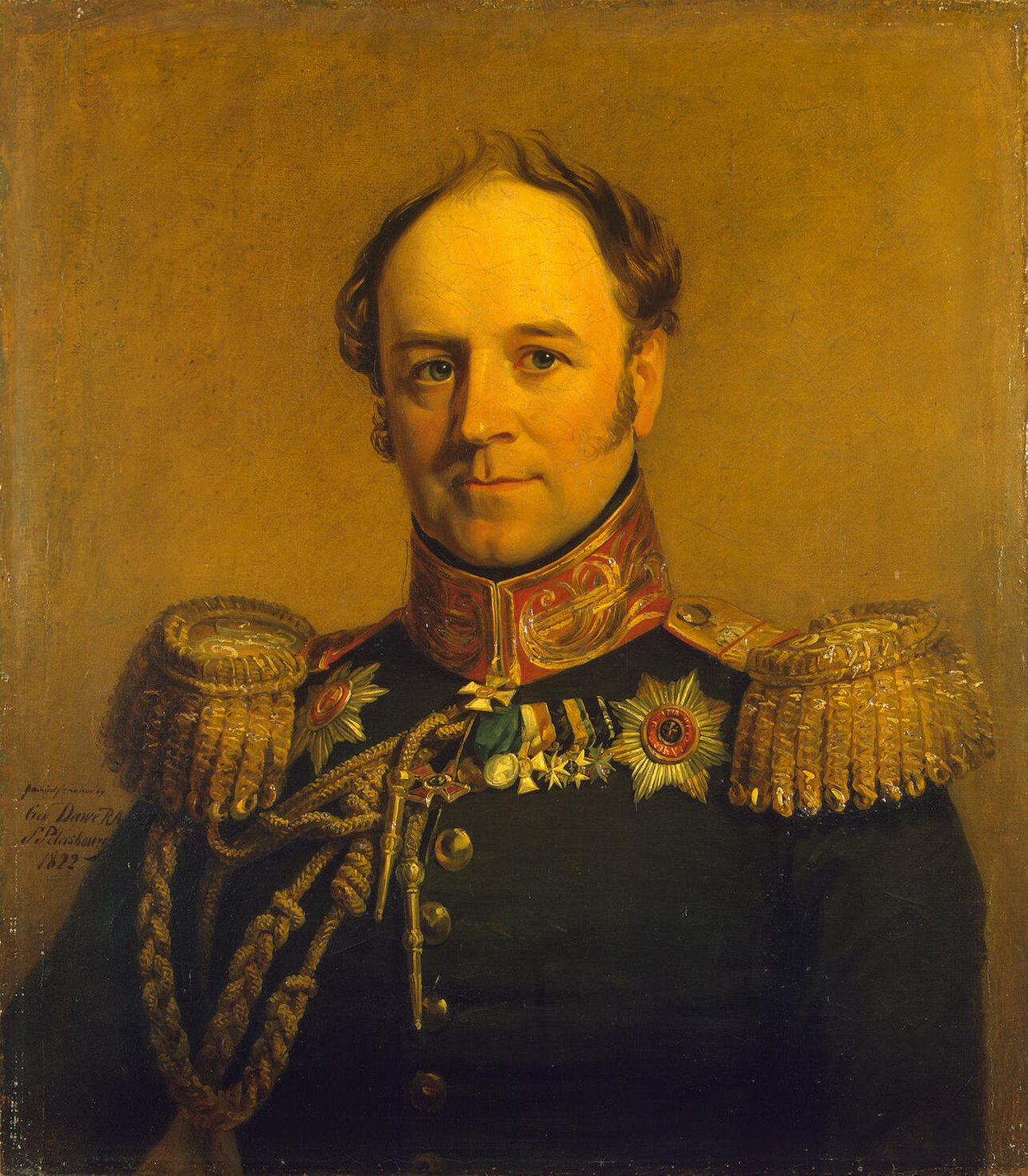
А. Бенкедорф
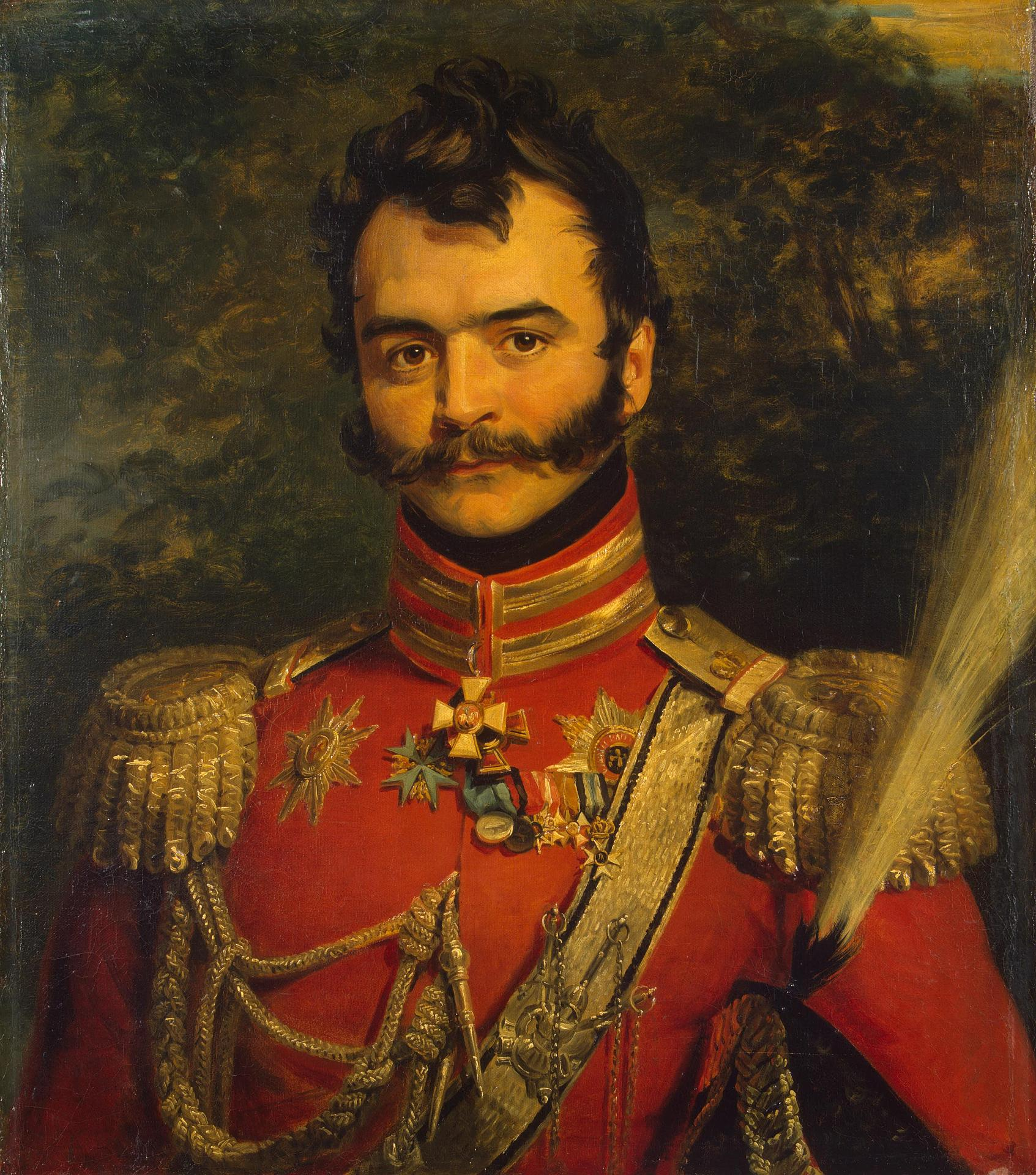
В. Орлов-Денисов
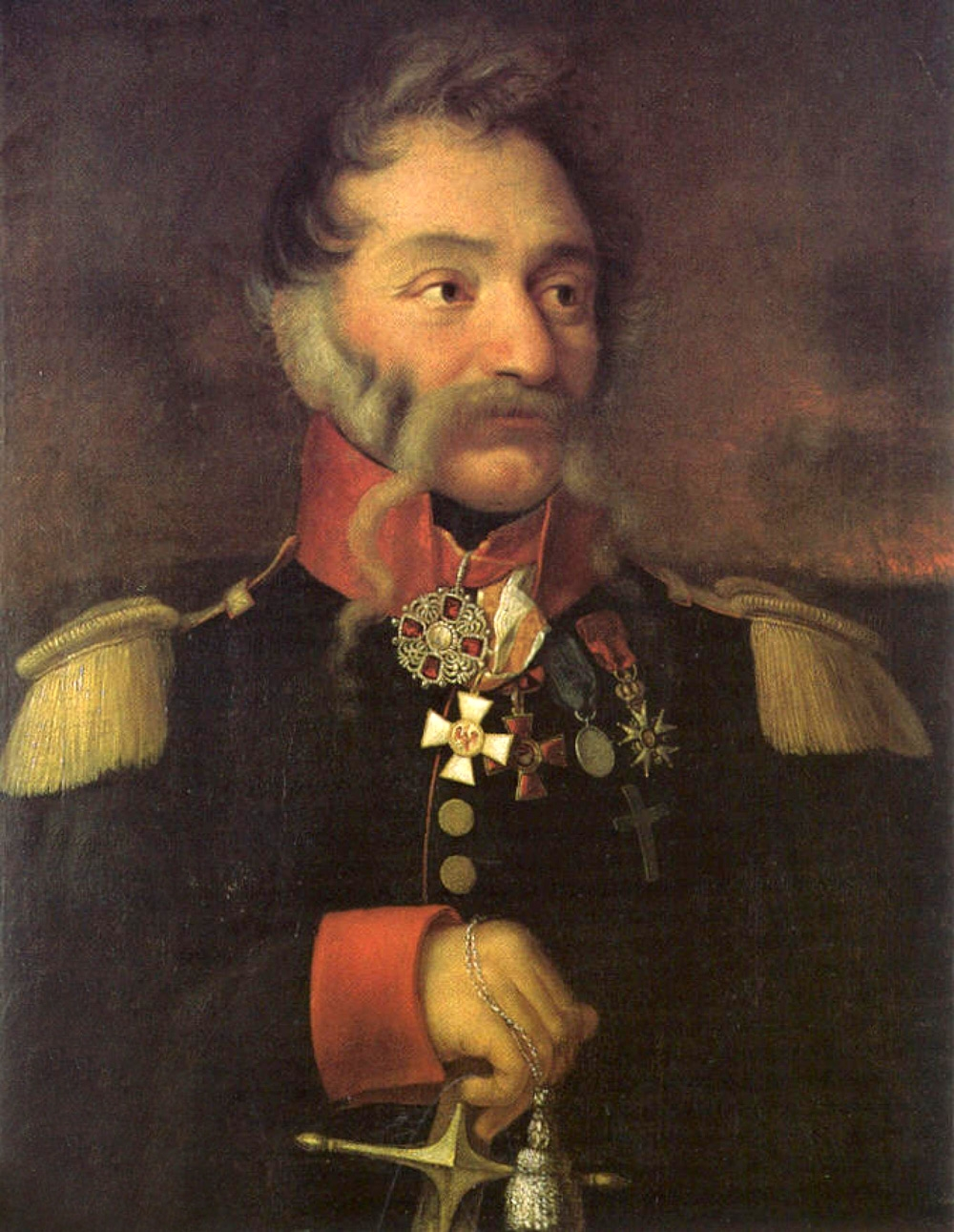
В. Прендель
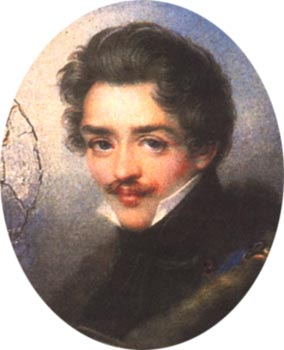
С. Волконский
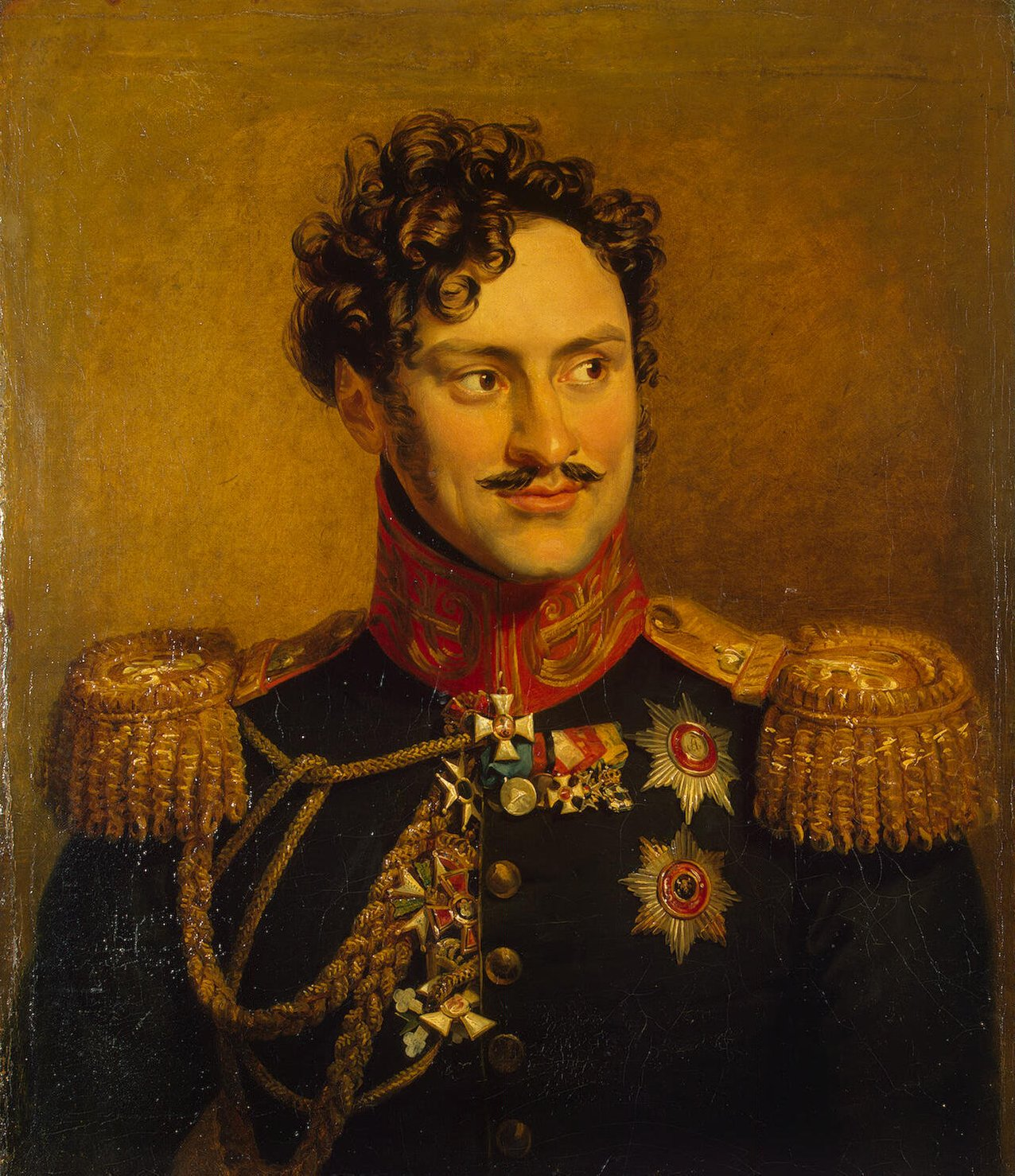
А. Чернышёв

## Командиры и участники крестьянских отрядов самообороны

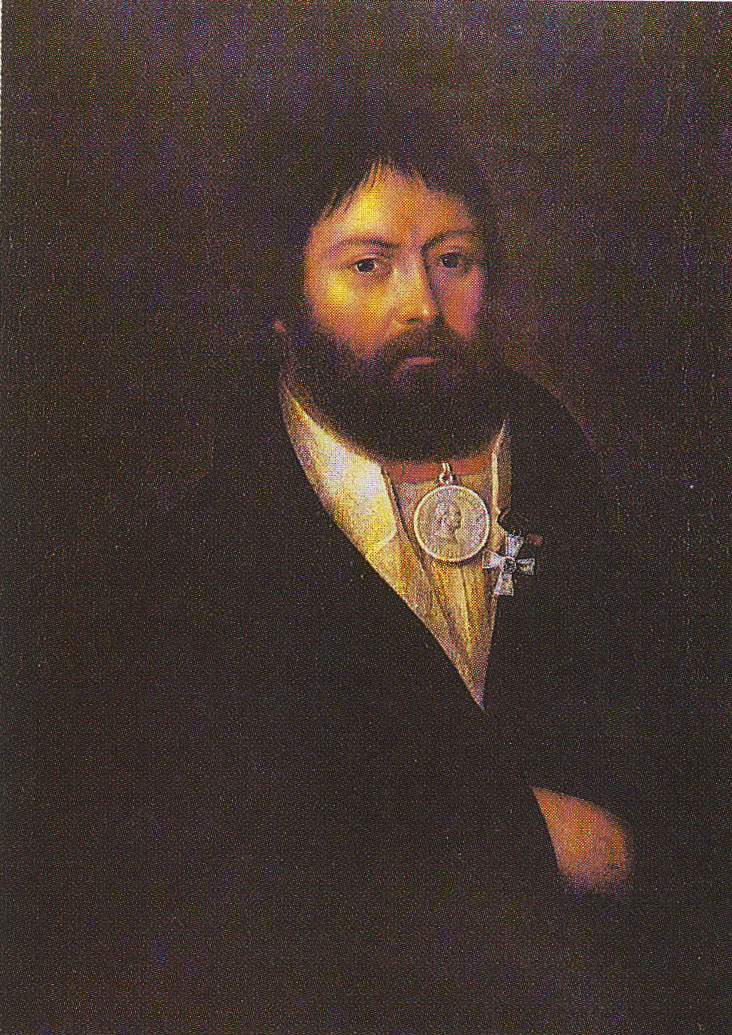
Г. Курин
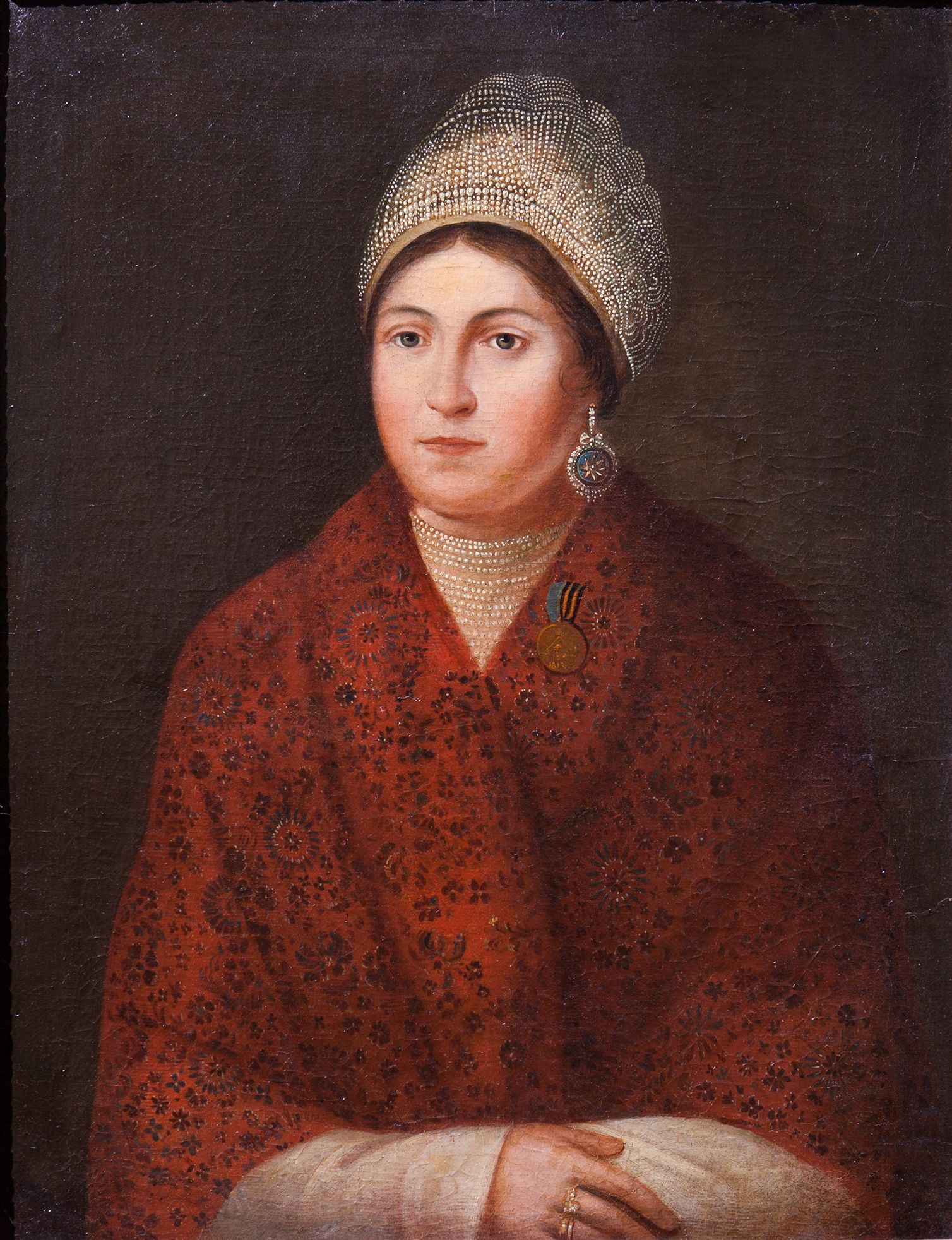
В. Кожина
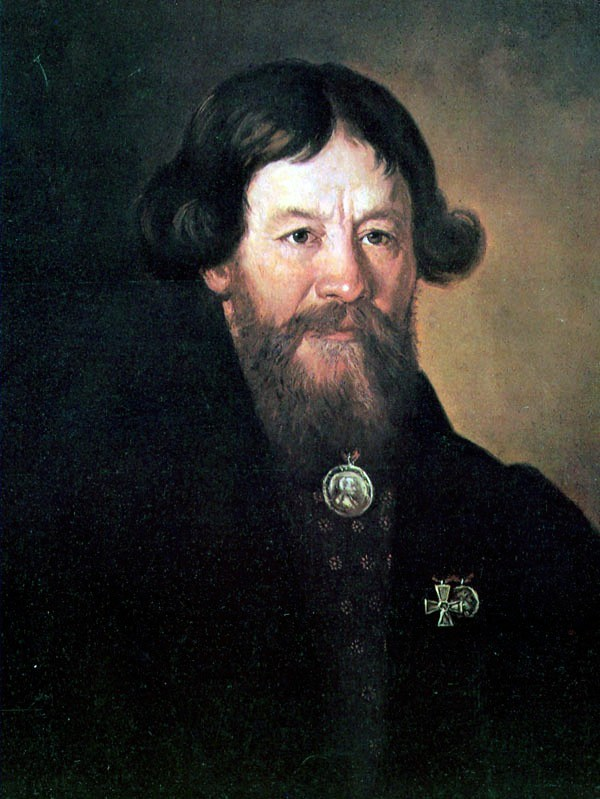
Е. Стулов

## Партизанское движение в нумизматике и филателии
- В 2012 году Центральным банком Российской Федерации была выпущена памятная монета Банка России "200-летие победы России в Отечественной войне 1812 года", изображена сцена из партизанского движения.

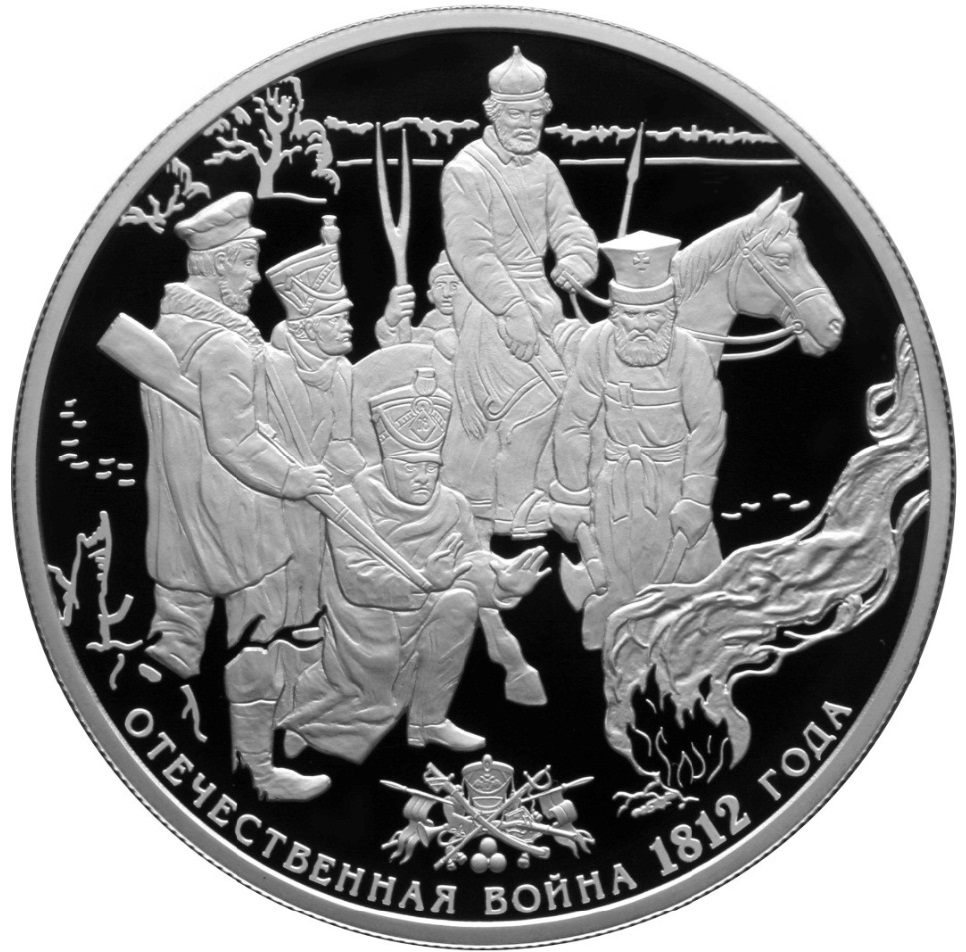
Памятная монета Банка России, 2012 г.
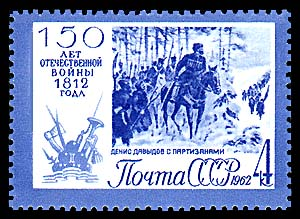
Почтовая марка СССР, 1962 год.
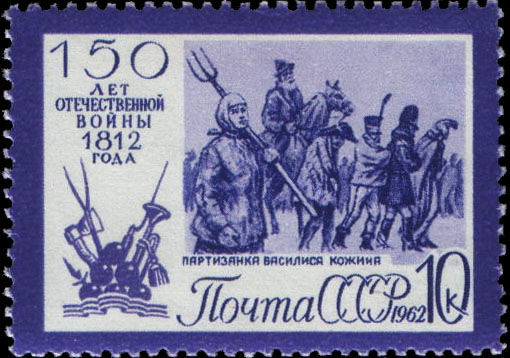
Почта СССР, 1962 г.